# 迪克·斯霍夫
亨德里克斯·威廉默斯·马里亚·“迪克”·斯霍夫（荷蘭語：Hendrikus Wilhelmus Maria (Dick) Schoof，發音：[ɦɛnˈdrikʏs ʋɪlˈɦɛlmʏs maˈrijaː dɪk sxoːf] ⓘ；1957年3月8日—），荷兰公务员。現任荷兰首相，前司法和安全部秘书长。他曾于2013年—2018年担任国家安全与反恐协调员，並於2018年—2020年擔任荷蘭情报和安全总局局長。自2024年5月联合政党自由党、自由民主人民黨、新社会契约和农民公民运动正在考虑让斯霍夫担任荷兰首相。四党最终联合推举斯霍夫领导内阁，并于7月2日宣誓就职。
2025年6月3日，自由黨退出聯合政府後，斯霍夫內閣垮台。斯霍夫宣布將辭去首相職務，但仍將擔任看守政府直至提前選舉。

## 早年生活与教育
斯霍夫于1957年3月8日出生于桑特波尔特，他出生在一个罗马天主教家庭，在七个孩子中排行老二。他有一个姐姐，父亲是市政公务员，负责社会服务等工作。八岁时，他随家人搬到了亨厄洛，并在那里就读于赫林德尔中学（Lyceum De Grundel）。1975至1982年，他在拉德堡德大學学习城市和区域规划。他是该校划船专业学生协会Phocas的成员，并担任主席。

## 個人生活
斯霍夫与伴侣住在祖特梅尔。他与前妻约兰达·森夫（Yolanda Senf）有两个女儿，分别是亚丝明（Yasmin）和塞利娜（Celine），她们都是从中国收养的。他喜欢跑步，于1987年完成了自己的第一个马拉松比赛，并于2024年完成了自己的第18个马拉松比赛。斯霍夫的哥哥尼科·斯霍夫（Nico Schoof）是六六民主党阿克斯洛特、利门、海洛和莱茵河畔阿尔芬等市的前任市长。

## 荷兰首相

### 就任
2024年7月2日，迪克·斯霍夫正式接替马克·吕特担任荷兰首相。

## 外部連結
- （荷蘭語） Drs. H.W.M. (Dick) Schoof （页面存档备份，存于） at Parlement.com